# Inti chartacifolia
Inti chartacifolia är en orkidéart som först beskrevs av Oakes Ames och Charles Schweinfurth, och fick sitt nu gällande namn av Mario Alberto Blanco. Inti chartacifolia ingår i släktet Inti och familjen orkidéer. Inga underarter finns listade i Catalogue of Life.